# Inner Reef
Das Inner Reef (englisch für Inneres Riff) ist ein Felsenriff vor der Nordküste Südgeorgiens. Nahe dem Kopfende der Possession Bay erstreckt es sich vom Adventure Point bis zum Brown Point.
Der deskriptive Name des Riffs ist erstmals auf einer Landkarte der britischen Admiralität aus dem Jahr 1931 enthalten.